# Memorijalni centar i crkva sv. Jurja mučenika u Donjim Rujanima
Memorijalni centar Rujani je spomenišno mjesto u Donjim Rujanima u Livanjskom polju. Nalazi se u sklopu crkve sv. Jurja mučenika.
Ovo je mjesto bilo ključnim u obrani južne Hrvatske i jugozapadne BiH na početku velikosrpske agresije. 

U blizini Memorijalnog centar je postavljen tenk T-84, na platou na kojem je i uništen. Filijalna spomen-crkva sv. Jurja mučenika svečano je otvorena 24. srpnja 2010. u čast svih koji su dali živote za slobodu Domovine. U crkvi su uklesana imena svih poginulih pripadnika HV i HVO na 15 kamenih ploča, njih 332 Crkva pripada rkt. župi sv. Josipa Lištani.
Uništeni neprijateljski tenk T84 uništen je maljutkom u ratu, a od siline eksplozije otopili su se dijelovi pogona gusjenica. Otvaranje je bilo pod visokim pokroviteljstvom Borjane Krišto, predsjednice Federacije BiH. msgr. dr. Franjo Komarica, biskup banjalučki, predvodio je sv. Misu za Domovinu, tijekom koje je izvršio blagoslov same crkve sv. Jurja mučenika te posvetu oltara i zvonâ, kao i samo svečano otvorenje Memorijalnog centra Rujani.
Sami Memorijalni centar mještani Rujana započeli su (uz pomoć raznih dobrotvora) graditi prije deset godina - 2000., dok je njegovo dovršenje pokrenula već braniteljska udruga Sektor rujani.
Livanjski akademski slikar Ivica Šiško koji živi i radi u Zagrebu, osmislio je idejno rješenje cijeloga Memorijalnog Centra, a isti je pratio i sve aktivnosti oko njegove izgradnje,tj. dovršetka. Vanjski oltar smješten na samom čelu platoa, uz veličanstvenu »Pietu« kraj zvonika – inače rad kipara, umirovljenog pukovnika HV, Ivana Pavića-Mrguda, dominira Memorijalnim centrom.
U Memorijalnom centru nalazi se 6 Šiškovih vitraja između kojih se nalazi 15 kamenih ploča-postaja (postavljenih kao postaje Križnog puta) s 325 uklesanih imena poginulih hrvatskih vitezova i imenima 8 svećenika, koji su svoje živote položili u obrani Livna od 1992. do konačnih oslobađajućih operacija pokrenutih na livanjskoj bojišnici.
U samoj Crkvi sv. Jurja, na lijevoj strani od Šiškova triptiha smještenog iza oltara postavljene su kamene oznake HV-a i HVO-a, a na desnoj pak strani (uz triptih) označeno je mjesto na kojem su projektanti osmislili mjesto gdje će hrvatski general Ante Gotovina, koji je bio, kako se pokazalo konačnom presudom, nepravedno uhićen i utamničen, naslikati svoj rad na temu livanjske, tj. hrvatske braniteljske Kalvarije iz hrvatskog osloboditeljskog Domovinskog rata.

## Vanjske poveznice
- VETERANI IV. GARDIJSKE BRIGADE NA 20. OBLJETNICI OPERACIJE "ZIMA '94"  Arhivirana inačica izvorne stranice od 18. rujna 2020. (Wayback Machine) Metković News, 2. prosinca 2014. Pristupljeno 30. prosinca 2018. Fotografija Memorijalnog centra  Arhivirana inačica izvorne stranice od 30. prosinca 2018. (Wayback Machine) Fotografija unutarnjosti crkve sv. Jurja  Arhivirana inačica izvorne stranice od 30. prosinca 2018. (Wayback Machine) Fotografija dveri crkve  Arhivirana inačica izvorne stranice od 30. prosinca 2018. (Wayback Machine)